# Јандрино јато
Јандрино јато (Пјевачка група Јандрино јато) српска је музичка група која изводи народну крајишку музику карактеристичног звука везаног за Србе у Далмацији и у остатку Крајине. Састав је настао 1979. године на подручју Шибеника. Сматра се једним од најстаријих активних крајишких музичких састава. Оснивач групе је Јандрија Јандро Баљак (1938–2013) из села Братишковци код Шибеника.

## Историја групе
Музички састав Јандрино јато настао је 1979. године на подручју тадашње општине Шибеник, на простору Сјеверне Далмације. У првим годинама састав је носио име АММБАЈА (по првим члановима састава, међу којима је био и БАљак ЈАндрија). Садашње име састав је добио десетак година касније (1988. године), по најстаријем пјевачу, ветерану Јандрији Баљку.
Неуморни весељак и пјевач од ране младости, Јандрија Баљак је гајио изворну пјесму и пјевање свог завичаја, годинама учествујући на бројним сајмовима, зборовима и сијелима, поставши тако симбол пјесме родног краја и шире околине. На тај начин, постао је магнет за љубитеље пјесме и пјевања, па су пјевачи из његовог завичаја почели дружење са њим и тако је настала група Јандрино јато. Један од првих звучних записа ове групе јесте њихов наступ на сајму у Ђеврскама код Книна, на Илиндан 1980. године.
Десетак година након оснивања, оформио се подмлађени састав ове пјевачке групе. Састав се оформио неуморним залагањем Слободана Тодоровића, који је постао организатор и руководилац групе. Састав наступа на бројним фолклорним сусретима и приредбама широм Далмације, па и шире.На Седмом Сијелу Тромеђе, које је одржано у августу 1989. године у Стрмици, код Книна, Јандрино јато је проглашено за најбољу пјевачку групу године. Након овог успјеха, позвани су на Бемус 1989. године (Концерт изворног стваралаштва најбољих извођача из Југославије), гдје је њихов наступ одушевио Београђане. Бенд је у то вријеме био популаран, како међу српском, тако и међу хрватском популацијом шибенског залеђа.
Јандрино јато се сматра једним од најстаријих активних крајишких музичких састава.
Први музички албум Јандрино јато је издало 1990. године. Вокални солиста био је Миливој Милорад Перишић, родом из села Ждрапањ код Шибеника, који је солиста остао и у наредним деценијама. Перишић је познат по специфичној боји гласа и сматра се једним од најбољих првих гласова крајишке изворне пјесме. Први вођа састава био је Јандрија Јандро Баљак, родом из села Братишковци покрај Шибеника. Јандрија Баљак такође је познат по специфичној боји гласа и сматра се једним од најбољих пратећих вокала крајишке изворне пјесме.
Током каријере, Јандрино јато је обишло готово цијели простор бивше Југославије, као и подручје Западне Европе, Сјеверне Америке и Аустралије. У периоду од 1990. до 2019. године издали су око двадесет музичких албума. Већина чланова групе били су са простора Шибеника. Поред Јандрије Баљка, који је био родом из Братишковаца, ту су били и Жељко Гњидић, родом из шибенског села Брибира, Миливој Перишић, Бошко Гњидић и Раде Дамјанић, који су родом из шибенског села Ждрапња, те браћа Боре и Дамир Дамјанић, који су живјели у Прокљану (дио шибенског села Сонковић) код Скрадина. Дамир Дамјанић је иначе био саиграч Дражена Петровића и члан шампионске генерације КК Шибенка из Шибеника, а касније тренер ЖКК Млади Крајишник, бившег југословенског прволигаша и најтрофејнијег женског кошаркашког клуба у Републици Српској.
До почетка грађанског рата Јандрино јато је издало два музичка албума, у Београду. Након ових албума, група је наставила студијски рад, издавши у наредним годинама низ музичких албума. Године 1995. групу напушта њен оснивач Јандрија Баљак и формира групу Јандрино ново јато. Растанак са бившом групом Јандро је опјевао (као дијалог између себе и супруге Маре) у пјесми Мара. Без обзира на Јандрин одлазак, његова бивша група задржала је име Јандрино јато.
Поред студијских активности, група Јандрино јато учествује на бројним манифестацијама, концертима и фестивалима. Између осталог, побједници су традиционалног Сијела Тромеђе у Стрмици.

### Хапшење у Хрватској
Крајем августа 2024. године браћа Боре и Дамјан Дамјанић су ухапшени у Хрватској и од стране општинског суда у Задру осуђени на новчану казну јер су 2022. године у Мркоњић Граду изводили пјесме Јован Далматинац и Марширала краља Петра гарда.

## Естрадна каријера

### Музички албуми
Свој први музички албум Јандрино јато издало је за београдски ПГП РТБ 1990. године. Албум, који је био у формату музичке касете, носио је назив Изворне пјесме из Буковице – Буковицо, родни завичају. Албум је имао десет пјесама. Текстове су, на народну мелодију, написали Никола Мартић, Дамир Дамјанић и Миливој Перишић. Вокални солиста био је Миливој Перишић. Пратећи вокали били су Јандрија Баљак, Жељко Гњидић, Бошко Гњидић, Раде Дамјанић, Боре Дамјанић и Дамир Дамјанић. Хармоникаш је био Никола Мартић Ћони са Жагровића код Книна. Организатор и вођа групе био је Слободан Тодоровић.
Сљедеће године, у истом саставу, опет за ПГП РТБ, издају албум Пјевај, Крајино, са десет пјесама. Текстове су, на народну мелодију, написали Раде Дамјанић, Дамир Дамјанић и Миливој Перишић.
Током рата, 1993. године, за београдски ПГП РТС издају албум Сви ти прете, Крајино, са 12 пјесама. Овог пута, за групу су наступали солиста Миливој Перишић, пратећи вокали Јандрија Баљак, Жељко Гњидић, Боре Дамјанић и Раде Дамјанић, и музичка пратња Никола Мартић. Текстове су, на народну мелодију, написали Жељко Гњидић, Раде Дамјанић, Боре Дамјанић и Миливој Перишић.
Након прогона Срба из Републике Српске Крајине, 1995. године, у истом пјевачком саставу (хармонику је умјесто Николе Мартића свирао Горан Драгишић из Плавна код Книна), издају албум са 10 пјесама Вратићу се крају своме, за издавачку кућу Нина трејд из Београда (из Сурчина). Текстове су, на музику Раде Дамјанића, написали Борка Тадић, Раде Дамјанић, Боре Дамјанић и Миливој Перишић. Након тога, састав издаје три албума 1996. године. Албуме, који су били репринт албума из 1990, 1991. и 1993. године, такође издају за издавачку кућу Нина трејд.
Свој сљедећи албум, Ој, Крајино, сузо моја, Јандрино јато опет издаје за Нина трејд. Албум је изашао 1996. године, а имао је десет нумера. Аутори нумера били су Борка Тадић, Раде Дамјанић, Дамир Дамјанић и Живко Војводић. На овом албуму нашао се највећи хит Јандриног јата Данијела, чији је аутор Баја Мали Книнџа. Овај албум су снимили солиста Миливој Перишић и пратећи вокали Раде, Боре и Дамир Дамјанић (који је након одласка Јандрије Баљка постао вођа групе), те хармоникаш Ацо Дринић. У овом саставу, мијењајући хармоникаше или бивајући без њих, група наступа наредних година. Године 1998. за Нина трејд издају албум Вратиће се Данијела, са десет пјесама. Највећи број пјесама написали су Дамир Дамјанић и Баја Мали Книнџа.
Године 1998. састав почиње сарадњу са музичком кућом Реноме из Бијељине. Издали су музички албум Стигла Данијела са десет нумера. Аутор пјесама био је Баја Мали Книнџа. Сљедеће године, за исту кућу издају албум Једна је Данијела, са десет нумера Мирка Пајчина и Лазе Пајчина. Године 2001. издају албум Крајишко срце, са истим ауторима. Године 2002. издају албум Играј народе, који је био посљедњи албум за Реноме. У међувремену, 2000. године, Нина трејд издаје компилацију Бања Луко – За сва времена.
Године 2003. састав почиње сарадњу са Гранд продукцијом из Београда и издаје албуме Уздај се у се (2003) и Од камена до звијезда (2006).
Године 2011. почињу снимати за издавачку кућу Бн мјузик, која послује у оквиру медијске куће БН. Издају албуме под називом Јандрино јато (2011) и Идем родном крају (2019). Након овог албума, Миливој Перишић све ријеђе наступа, а као солиста почиње наступати Горан Ивановић из села Мало Блашко код Лакташа, који је у групу дошао 2016. године и кад је Миливој пјевао, био је пратећи вокал. Миливој Перишић је у групи активан до марта 2020.
Група је направила велики број студијских и амбијенталних музичких спотова. Издали су и двије видео-касете за Нина трејд: Чувај, Книне, наше обичаје (1997), са 16 нумера и Заједно смо јачи (2003), са 18 нумера.
Јандрино јато је сарађивало са другим музичким извођачима, па је снимило неколико дуетских пјесама. Тако је са Минђушарима снимило пјесму Гори гора, са Бајом Малим Книнџом пјесме Знам ја како је њој и Ђе си, брате, а са Биљаном Бином Мецингер пјесму Не говори да те ја остављам лако.

### Естрадни наступи
Осим дискографских издања која има иза себе, Јандрино јато је чест гост на различитим културним манифестацијама и појединим музичким фестивалима.
Јандрино јато је такође чест гост различитих телевизијских кућа, гдје изводе крајишке изворне пјесме. Између осталог, учествовали су и у новогодишњем програму Радио-телевизије Србије.

### Чланови

#### Садашња постава
- Горан Гоги Ивановић – Вокални солиста.
- Радослав Раде Дамјанић – Пратећи вокал.
- Боривој Боре Дамјанић – Пратећи вокал.
- Дамир Дамјанић – Пратећи вокал, вођа групе.

#### Бивши чланови
- Миливој Милорад Перишић – Вокални солиста.
- Јандрија Јандро Баљак – Пратећи вокал, вођа групе.
- Ацо Дринић – Хармоникаш.
- Горан Драгишић – Хармоникаш.
- Жељко Гњидић „Каре“ – Пратећи вокал, мајстор грокталице.
- Никола Мартић „Ћони“ – Хармоникаш.
- Бошко Гњидић – Пратећи вокал.
- Слободан Тодоровић – Организатор и руководилац групе.

### Хитови

#### Најпознатији хитови
- Данијела (1996)
- Буковицо, родни завичаје (1990, 1996)
- Велебиту, дигни се високо (Сви ти прете, Крајино) (1993, 1996)
- Дрино, водо (1996)
- Растанак (Један оде Новом Саду) (1999, 2003)
- Милице, кћери (2003)
- Мало Слађа, мало Зорка (2006)

#### Остали хитови
- Знадеш, мала, да ја немам ништа (1990, 1996)
- Теци, теци, Крко плава (1990, 1996)
- Вук магаре на плот нагонио (1990, 1996)
- Вук на вука ни у гори неће (1990, 1996)
- Книне, граде и тврђаво стара (1991, 1996)
- Буковицу не би' дао (Буковицо, мој најљепши цвијету) (1991, 1996)
- 'Оће ћаћа да ме жени (1991, 1996)
- Ево има дана и земана (1991, 1996)
- Ој, је л' слободно, царе господаре (1993, 1996)
- Ој, гусле славе Страхињића Бана (1993, 1996)
- Вратићу се крају своме (1995)
- Пјесмо моја, сиви камењару (1995)
- Ој, Крајино, сузо моја (1996)
- Чувај, Книне, наше обичаје (1996)
- Звуци родног завичаја (1996)
- Ој, Мањачо (1996)
- Ми смо браћа Крајишници (1996)
- Вратиће се Данијела (1998)
- Стигла Данијела (1998)
- Ту ми срце самује (1998)
- Једна је Данијела (Вријеме лети) (1999)
- Бранка Приједорчанка (1999)
- Јави ми се Данијела (2003)
- Гори гора (2006)

### Фестивали
- 1988. 6. Сијело Тромеђе у Стрмици, код Книна.[5]
- 1989. 7. Сијело Тромеђе у Стрмици, код Книна (побједници).[2][3][8]
- 1990. 8. Сијело Тромеђе у Стрмици, код Книна.[8]
- 1990. Бемус у Београду.[62]
- 1990. Мокрањчеви дани у Неготину.[62]

### Манифестације
- 1980. Илиндански сајам у Ђеврскама, код Книна.[4][63]
- 1989. Мокропољски сусрети у Мокром Пољу, код Книна.[64]
- 1990. Мокропољски сусрети у Мокром Пољу, код Книна.[60][65]
- 2016. XIX крајишко вече у Београду.[66]
- 2016. Српско вече у Загребу.[24][44]
- 2016. 19. крајишко прело у Вуперталу, у Њемачкој.[66]
- 2016. Завичајно вече у Борову, код Вуковара.[67]
- 2017. Вече Буковице у Земун Пољу, у Београду.[68]
- 2018. Крајишко вече у Новим Бановцима, код Старе Пазове.[69]
- 2019. Вече Голубићана у Београду.[70]
- 2019. Вече завичајне и народне пјесме у Жегару, код Обровца.[71]
- 2022. Крајишко вече у Мркоњић Граду.[72]
- 2022. Крајишко вече у Опсјечком, код Челинца.[73]
- 2022. Крајишко вече у селу Јошавка, код Челинца.[74]
- 2022. Крајишко вече у Кнежеву.[75]
- 2022. Крајишко вече у Борковићима, код Бањалуке.[76]
- 2023. Зимско прело у Пискавици, код Бањалуке.[77]
- 2023. Вече српске пјесме у Бањалуци.[78][79]
- 2023. Крајишко вече у Ветернику, код Новог Сада.[80]
- 2023. Крајишко вече у Драгочају, код Бањалуке.[81]
- 2023. Концерт Живјеће Српска, на Тргу Крајине у Бањалуци.[53]
- 2023. Сусрет у Жегару, у Каштелу Жегарском, код Обровца.[82]
- 2023. Мокропољски сусрети у Мокром Пољу, код Книна.[83]

## Дискографија

### Албуми
- Изворне пјесме из Буковице – Буковицо, родни завичају, ПГП РТБ (1990)
- Пјевај, Крајино, ПГП РТБ (1991)
- Сви ти прете, Крајино, ПГП РТС (1993)
- Вратићу се крају своме, Нина трејд (1995)
- Изворне пјесме из Буковице – Буковицо, родни завичају, Бр. 1, Нина трејд (1996)
- Пјевај, Крајино, Бр. 2, Нина трејд (1996)
- Сви ти прете, Крајино, Бр. 3, Нина трејд (1996)
- Ој, Крајино, сузо моја, Нина трејд (1996)
- Чувај, Книне, наше обичаје, видео-касета, Нина трејд (1997)
- Вратиће се Данијела, Нина трејд (1998)
- Стигла Данијела, Реноме (1998)
- Једна је Данијела, Реноме (1999)
- Бања Луко – За сва времена, Нина трејд (2000)
- Крајишко срце, Реноме (2001)
- Играј, народе, Реноме (2002)
- Уздај се у се, Гранд продукција (2003)
- Заједно смо јачи, видео-касета, Нина трејд (2003)
- Од камена до звијезда, Гранд продукција (2006)
- Јандрино јато, БН мјузик (2011)
- Идем родном крају, БН мјузик (2019)